# 黄枢 (林学家)
黄枢（1921年—），原名黄明枢，曾用名黄舒，男，广东台山人，中华人民共和国林学家、造林技术专家。

## 生平
1921年，黄枢生于广东省台山县，1944年考入重庆中央大学，大学期间成绩优异，两次获得中华农学会的奖学金。当时与周恩来联系密切的梁希教授是黄枢毕业论文的导师，黄枢受梁希等人影响，积极参加学生爱国民主运动。
1946年4月，周恩来指示中共重庆地下党组织挑选一批即将毕业的大学生，到张家口解放区工作，其中就有黄枢。1947年春，在晋察冀边区政府领导下，黄枢等人在晋北繁峙县风沙区组织农民合作营造防风固沙林，这是第一次在华北解放区开展较大面积的防护林建设。1948年春，中共中央领导董必武视察繁峙县大营区，发现沿河新造的防风固沙林时，赞扬这是“群众的创举”。不久，边区《北岳日报》头版头条报道了大营点风筒营造防风林，要求各地学习推广。
1949年初，黄枢任华北人民政府农业部冀西沙荒造林局局长，同年加入中国共产党。3年内，在冀西3万多公顷沙荒地上完成了林带、林网、片林的造林规划。1953年，黄枢调到中央人民政府林业部（1954年改为中华人民共和国林业部）造林司工作，此后30年先后任防护林处、用材林处、技术处和全司的领导。“一五”期间为提高造林质量，黄枢提出在造林前要做好调查设计，造林后要组织检查验收。1957年以后，他率工作组到南方集体林区，总结了乡村办林场，培育速生丰产林，建设用材林基地的经验，获林业部领导重视，在全国推广。林业部要求各地选出条件好的山区，建设用材林基地，在基地上办林场，培育丰产林，从而促进了丰产林的发展。1978年左右，黄枢和科技人员对三北等防护林调研，提出了因地制宜、综合治理，实行人工造林、封山（沙）育林、飞机播种与管好现有林相结合，以改善生态环境、保障经济发展的意见，对中国防护林工程向综合防护林体系方向发展起了促进作用。
1982年到1986年，黄枢任中国林业科学研究院院长，任内将地处偏僻农村的热带林业研究所迁到广州，同时在昆明建基地。1986年，黄枢调回林业部任第二、三届科学技术委员会副主任委员。他编著的《中国林业科学技术史》获“陈嵘学术奖”，国家科学技术委员会、国家计划委员会、国家经济委员会授“国家农业技术政策研究重要贡献奖”，国家新闻出版署授“中国大百科全书编纂主要贡献奖”。他主编的《中国造林技术》获“全国优秀科技图书奖”。他曾获中国人民政治协商会议第八届全国委员会授予“优秀提案奖”。他还编写了《中国林业的杰出开拓者——梁希》等著作。
1982年，在中共十二大上，黄枢当选中国共产党第十二届中央委员会候补委员，1987年当选中共十三大代表。1988年后历任全国政协第七、八届委员。

## 社会兼职
曾兼任中国林学会第一届理事、第二届常务理事，中国花卉协会第一届常务理事，中国绿化基金会理事。